# Remigia Caubet González
Remigia Caubet González  (Palma de Mallorca, 1 de julio de 1919 - Palma de Mallorca, 23 de mayo de 1997) fue una escultora española, cuya obra se centra principalmente en Baleares.

## Datos personales
Remigia Caubet González era la segunda hija del matrimonio formado por Damián Caubet Nicolau y Guillermina González Albert. 
En 1939 contrae matrimonio con Damián Ramis Vanrell y de este matrimonio nacerían cinco hijos.
Su hijo, Damián Ramis Caubet, quien trabajó con ella y heredó la pasión por la escultura desarrollando también, en este mundo, su profesión. Él fue el encargado de seleccionar, en 2004 (entre las más de 500 que contabilizó de su madre) las 42 obras que se expusieron en la Fundación Barceló en la que fue la primera exposición póstuma de la artista. La memoria de esta misma Fundación la define como una de las escultoras más representativas y galardonadas de Mallorca.

## Carrera profesional
Remigia comienza con prácticas de dibujo y de modelado en la Escuela Alemania que dirigía María Garau. Más tarde, durante los años comprendidos entre 1946 y 1951 se formó como discípula del escultor catalán Joan Borrell Nicolau, con quien inició su carrera como escultora trabajando en el estudio que él tenía en Palma.
En 1951 realizó su primera exposición individual, en las Galerías Costa de Palma, en la que quedó patente que su producción artística (generalmente figurativa) estaba influida por su maestro, Joan Borrell, y por Josep Clarà. 
Pocos años más tarde,en 1958, se inició en la escultura monumental con el monumento a Llorenç Riber que el Ayuntamiento de Campanet le encargó. Ésta sería la primera obra de una larga lista de esculturas destinadas a espacios públicos de Mallorca.
Participa en varias ediciones del Salón de Otoño, donde alcanza varios reconocimientos y, a partir de 1968, realiza numerosos encargos públicos, entre los que se encuentran: el Monumento al escritor Pere Alcántara (Palma), una gran imagen de San Jaime 
(Alcudia), el retrato del Príncipe Juan Carlos de Borbón (Palma de Mallorca) y el monumento al agricultor (La Puebla).
El año 1972 se convirtió en un año esplendoroso para su carrera, y fue invitada por la Academia Española de Bellas Artes y becada por la Fundación Juan March para ampliar conocimientos en Roma, donde se trasladó de inmediato.
Nuevamente en España, y en su nuevo estudio taller de Esporles, realiza los monumentos al emperador Carlos V (Alcudia), Beata Catalina Thomás (Santa Margalida), un retrato del rey Juan Carlos I de España (Palma de Mallorca) y un monumento al pintor Lorenzo Cerdá (Cala Sant Vicenc).
En 1978 es nombrada Académica Correspondiente de la Real Academia de Bellas Artes de San Sebastián, de Palma de Mallorca, siendo la primera mujer académica de Bellas Artes en España. En 1992, y tras la lectura de su discurso "La escultura mediterránea: influencia en el arte actual", ocupará su sillón como Académica Numeraria.
Desde 1979 hasta 1995, Remigia desarrolla una intensa actividad docente como profesora de modelado en las "Aulas de Tercera Edad" de Montesión.
Realiza también varias piezas religiosas para la Catedral de Palma de Mallorca así como para otras parroquias.

## Exposiciones

### Exposiciones individuales
- 1951: Galerías Costa, Palma de Mallorca, Mallorca, Islas Baleares.
- 1998: Homenaje a Remigia Caubet, Academia de Bellas Artes.
- 2004: Fundación Barceló, Palma de Mallorca, Islas Baleares.

### Exposiciones colectivas
- 1951: "Niños y flores", certamen celebrado por el Círculo de Bellas Artes de Palma, Palma de Mallorca, Islas Baleares.
- 1955: XIV Salón de Otoño, Círculo de Bellas Artes.
- 1965: XXIV Salón de Otoño, Círculo de Bellas Artes.
- 1967: XXVI Salón de Otoño, Círculo de Bellas Artes.
- 2006: "Reexistencias, escultoras del siglo XX", Sevilla (marzo).  "Reexistencias, escultoras del siglo XX", Madrid.

## Obras

### Obras públicas
- 1958: Monumento a Llorenç Riber. Campanet, España.
- 1969: Monumento a Pere d'Alcàntara Penya. Palma de Mallorca, España.
- 1970: Monumento al pagès i a la pagesa de ses marjals. La Puebla, España.
- 1971: Monumento a Antonio Barceló. Palma de Mallorca, España.
- 1972: Monumento al emperador Carlos V. Alcudia, España.
- 1982: La fuente del amor. Palma de Mallorca, España.
- 1995: Nuredduna (homenaje al poeta Miguel Costa Llobera. Playa de Can Pere Antoni). Palma de Mallorca, España.

### Obras religiosas
- 1995: Misterio del Nacimiento. Catedral de Palma de Mallorca (encargo del Cabildo de la Catedral).
- 1995: Cristo resucitado. Parroquia de Santa Teresita, Palma de Mallorca.
- 1996: Santa Teresa de Lisieux. Parroquia de Santa Teresita, Palma de Mallorca.

### Otras obras
- 1957: Relieve dedicado a San Martín. Cueva de San Martín, Alcudia, Mallorca, Islas Baleares

## Premios y menciones
- 1951: Primer Premio en el Certamen celebrado por el Círculo de Bellas Artes de Palma, Palma de Mallorca, Islas Baleares.
- 1955: Accésit de Escultura en el XIV Salón de Otoño del Círculo de Bellas Artes (con la obra "Joven Egipcia").
- 1965: Medalla de Escultura en el XXIV Salón de Otoño del Círculo de Bellas Artes (con su obra "Retrato del Doctor Sampol").
- 1967: Medalla de Honor en el XXVI Salón de Otoño, Círculo de Bellas Artes (con su obra "Desnudo femenino").
- 1972: La institución cultural francesa "Les Rosati", le concede su Medalla Anual.
- 1978: Es nombrada Académica Correspondiente de la Real Academia de Bellas Artes de San Sebastián, de Palma de Mallorca.
- 1984: Premio "France Mediterranée".
- 1992: Con el discurso "La escultura mediterránea: influencia en el arte actual", ocupa su sillón como Académica Numeraria en la Real Academia de Bellas Artes de San Sebastián.
- 1998: La Ciudad de Palma concede a Remigia Caubet, a título póstumo, la Medalla de Oro de la Ciudad.
- 2002: El ayuntamiento de Palma de Mallorca dedica una céntrica plaza-mirador a la escultora.
- 2024: El Consell de Mallorca otorga a la artista la Medalla de Honor y Distinción de la Isla de Mallorca.